# Giải bóng đá ngoại hạng Bangladesh
Giải bóng đá ngoại hạng Bangladesh là giải bóng đá cao nhất của Bangladesh điều hành bởi Liên đoàn bóng đá Bangladesh. Đây là giải thể thao phổ biến nhất sau BPL, từng có tên là B. League từ năm 2007. Giải đổi tên thành Bangladesh League năm 2009. Năm 2012, giải có tên như hiện tại, đánh dấu khởi đầu kỷ nguyên chuyên nghiệp và giải bóng đá quốc gia mở rộng. Giải được tài trợ bởi Manyavar vào mùa giải 2015, nên còn có tên Giải bóng đá ngoại hạng Bangladesh Manyavar. Ở mùa giải sau, 2016, nhà tài trợ là JB Group. Dhaka Derby là một trong những trận đấu nổi tiếng nhất của giải.

## Danh sách các đội vô địch
Danh sách các đội vô địch gồm:
| Mùa giải | Câu lạc bộ    | St | T  | H | B | BT | BB | HS | Đ  |
| -------- | ------------- | -- | -- | - | - | -- | -- | -- | -- |
| 2007     | Dhaka Abahani | 20 | 14 | 5 | 1 | 36 | 8  | 28 | 47 |
| 2008–09  | Dhaka Abahani | 20 | 16 | 2 | 2 | 45 | 11 | 34 | 50 |
| 2009–10  | Dhaka Abahani | 24 | 22 | 1 | 1 | 63 | 8  | 55 | 67 |
| 2010–11  | Sheikh Jamal  | 22 | 15 | 6 | 1 | 42 | 12 | 30 | 51 |
| 2012     | Dhaka Abahani | 20 | 13 | 6 | 1 | 42 | 15 | 27 | 45 |
| 2012-13  | Sheikh Russel | 16 | 12 | 2 | 2 | 30 | 14 | 16 | 38 |
| 2013–14  | Sheikh Jamal  | 27 | 19 | 7 | 1 | 78 | 26 | 52 | 64 |
| 2015     | Sheikh Jamal  | 20 | 16 | 3 | 1 | 60 | 22 | 38 | 51 |
| 2016     | Dhaka Abahani | 22 | 15 | 7 | 0 | 48 | 16 | 32 | 52 |
| 2017–18  | Dhaka Abahani | 22 | 16 | 4 | 2 | 35 | 13 | 22 | 52 |
| q        |               |    |    |   |   |    |    |    |    |

## Tổng số lần vô địch
Đây là tổng số lần vô địch của các câu lạc bộ ở Bangladesh kể từ khi giới thiệu Giải bóng đá ngoại hạng Bangladesh (trước đó là B. League hay Bangladesh League).
| Câu lạc bộ                  | Số danh hiệu |
| --------------------------- | ------------ |
| Dhaka Abahani               | 6            |
| Sheikh Jamal Dhanmondi Club | 3            |
| Sheikh Russel KC            | 1            |

Tổng số danh hiệu giải vô địch quốc gia:
7 Abahani Ltd.
3 Sheikh Jamal Dhanmondi Club
2 Mohammedan SC
2 Brothers Union
1 Sheikh Russel KC
1 Muktijoddha Sangsad KC

## Câu lạc bộ và vị trí
Các câu lạc bộ hàng đầu:
| Câu lạc bộ                  | Vị trí     |
| --------------------------- | ---------- |
| Brothers Union              | Dhaka      |
| Chittagong Abahani          | Chittagong |
| Dhaka Abahani               | Dhaka      |
| Dhaka Mohammedan SC         | Dhaka      |
| Feni Soccer Club            | Feni       |
| Muktijoddha Sangsad KS      | Gopalganj  |
| Sheikh Jamal Dhanmondi Club | Dhaka      |
| Sheikh Russel KC            | Dhaka      |
| Đội bóng BJMC               | Dhaka      |

## Dhaka Derby
Có hai đội bóng lâu đời và nổi tiếng nhất lịch sử bóng đá Bangladesh Dhaka Abahani và Dhaka Mohammedan SC. Trận đấu giữa hai đội bóng kình địch này được gọi là Dhaka Derby. Dhaka Derby diễn ra trên Sân vận động Quốc gia Bangabandhu

## Sân vận động
- Sân vận động MA Aziz, Chittagong
- Sân vận động Quốc gia Bangabandhu, Dhaka
- Sân vận động Bir Sherestha Shaheed Shipahi Mostafa Kamal, Dhaka
- Sân vận động Sylhet District, Sylhet
- Sân vận động Rajshahi District, Rajshahi
- Sân vận động Sheikh Fazlul Haque Mani, Gopalgonj
- Sân vận động Shaheed Salam, Feni
- Sân vận động Rafiq Uddin Bhuiyan, Mymensingh

## Vua phá lưới
| Năm     |            | Vua phá lưới             | Đội bóng               | Số bàn thắng |
| 2007    | Nigeria    | Elijah Obagbemiro Junior | Brothers Union         | 16           |
| 2008    | Nigeria    | Alamu Bukola Olalekan    | Dhaka Mohammedan       | 18           |
| 2009    | Bangladesh | Enamul Haque             | Dhaka Abahani          | 21           |
| 2010    | Nam Sudan  | James Moga               | Muktijoddha Sangsad KC | 19           |
| 2012    | Guinée     | Ismaël Bangoura          | Đội bóng BJMC          | 17           |
| 2012–13 | Ghana      | Osei Morrison            | Dhaka Mohammedan       | 11           |
| 2013–14 | Haiti      | Wedson Anselme           | Sheikh Jamal DC        | 26           |
| 2014–15 | Haiti      | Wedson Anselme           | Sheikh Jamal DC        | 18           |
| 2015–16 | Nigeria    | Sunday Chizoba           | Dhaka Abahani          | 19           |

## Tài trợ
Hiện này, nhà tài trợ chính của bóng đá Bangladesh là Manyavar. một công ty viễn thông company, Citycell là nhà tài trợ đầu tiên, sau đó Nitol Tata khởi động giải đấu bán chuyên nghiệp nhưng không thể làm mới hợp đồng với hiệp hội bóng đá sau mùa giải 2009–10. Không rõ lý do cho nền bóng đá kém phát triển này nhưng BFF đạt được thỏa thuận với Grameenphone, công ty viễn thông di động hàng đầu quốc gia. Nitol Tata tài trợ mùa giải 2013–14. Hiện tại, Manyavar là nhà tài trợ của Giải ngoại hạng.
| Giai đoạn | Nhà tài trợ        |
| --------- | ------------------ |
| 2007–10   | Citycell           |
| 2010–13   | Grameenphone       |
| 2013–14   | Nitol Tata         |
| 2014–15   | Manyavar           |
| 2015–16   | JB Group           |
| 2016-17   | Saif Power Battery |